# Baiacu abei
Tetraodon abei, às vezes chamado de Baiacu Abei, é um animal agressivo e territorial baiacu dulcícola, sendo originário do Mekong, rio do Sudeste Asiático.
Eles são moluscívoros, usando o bico para abrir ou quebrar a concha das presas. Eles são também piscívoros oportunistas.
Podem chegar a 10 cm. Numerosas manchas pálidas são distribuídas uniforme no corpo, ao longo de um fundo escuro. Na maioria das vezes, a mancha é alaranjada, como ocorre em certas espécies vivas.
Está sendo especulado que esse peixe pertence a um grupo não-oficial de peixes de sopro chamado meta-sopradores ou Tetraodon leiurus. A sistemática desse grupo e objeto de controvérsia científica e assim permanecerá até ocorrerem fatos adequados para que a revisão possa ser encontrada.Outros grupos de peixes associados com esse são os seguintes: Tetraodon leiurus, Tetraodon cochinchinensis, Tetraodon turgidus, Tetraodon hilgendorfii, Tetraodon cambodgiensis.[carece de fontes?]
No aquário, esse peixe é muito agressivo.[carece de fontes?]